# My Way (píseň)
My Way je píseň zpopularizovaná Frankem Sinatrou. Text písně napsal a v roce 1967 nazpíval Paul Anka a to na hudbu francouzské písně Comme d'habitude („Jako obvykle“) natočené v roce 1967 Claudem Françoisem. K ní složil hudbu Claude François a Jacques Revaux s textem Clauda Françoise a Gillese Thibauta. Ankův anglický text nijak nesouvisí s francouzským originálem. Skladba je jednou z nejčastěji citovaných coververzí v hudební historii.
Slova písně pojednávají o muži, který je blízko smrti. Je sám se sebou spokojený a přebírá zodpovědnost za své jednání, protože přes všechny problémy v životě se snažil udržet vysokou úroveň své morální integrity.

## České verze
- Pod názvem Má pouť s textem Zdeňka Borovce ji nazpívali v roce 1972 Karel Hála a v roce 2006 Karel Gott
- Pod stejný názvem Má pouť, ale s textem Eduarda Krečmara ji v roce 1992 nazpívala Petra Janů
- Pod názvem I to se stává s textem Hany Krütznerové ji v roce 1992 nazpívala Eva Pilarová
- Pod názvem Mávej ji s vlastním textem nazpíval v roce 2013 Jiří Macháček s kapelou Mig 21

## Slovenská verze
Pod názvem Žila som správne s textem Milana Lasici ji nazpívaly v roce 1982 Zora Kolínska a v roce 1989 Hana Hegerová